# سعد شاكر
سعد شاكر (1935 - 2005) هو خزفي وفنان تشكيلي عراقي، أقام عدة معارض داخل العراق وخارجه وساهم في جميع المعارض الجماعية لجمعية التشكيليين العراقية.

## حياته
ولد سعد شاكر في بغداد عام 1935، أكمل دراسته الثانوية فيها، حصل على شهادة دبلوم في فن السيراميك من معهد الفنون الجميلة عام 1959، سافر الى إنجلترا في بعثة دراسية لدراسة فن السيراميك عام 1961، حصل على شهادة في التصميم من المدرسة المركزية للفنون والتصميم في انجلترا عام 1963، بعد تخرجه عمل فيها مدرساً، وايضاً في مدرسة هارو للفنون لعامين، بعد اشتراكه في معرض P.O.P  الفني في هولبورن في لندن، ومعرض الشباب للخزف في المركز الحرفي في لندن، ومعرض الخزف البريطاني في كل من كوبنهاغن وطوكيو وميونيخ حاز على جائزة واحد من أفضل ثلاثة فنانين خزف في بريطانيا من قبل اللجنة العليا للأسبوع الثقافي البريطاني في الدنمارك عام 1964. عاد الى العراق عام 1966 لعمل مدرساً لفن السيراميك والخزف في أكاديمية الفنون الجميلة في بغداد لمدة 35 عاماً، حاز على اليوبيل الفضي من قبل جمعية الفنانين العراقيين عام 1987. حاز على جائزة تكريمية لإبداعه في الفن الجميل ولجهوده في تطوير وتعزيز الحركة الفنية في العراق من قبل وزارة الثقافة العراقية عام 1996.

## عضوية
- عضو في جمعية الفنانين العراقيين.
- عضو في اكاديمية الفنون الدولية للسيراميك في سويسرا.
- عضو في جمعية الخزافين البريطانيين.
- عضو في اللجنة الوطنية للفنون الجميلة.
- عضو في نقابة الفنانين العراقيين.[4]

## وفاته
توفى الفنان سعد شاكر في عام 2005 بعد معاناة من مرض السرطان عن عمر يناهز السبعون عاماً في عمان ودفن فيها.

## المعارض
اشترك بالعديد من المعارض في لندن ، كوبنهاكن ، ميونخ ، طوكيو، سدني ، بغداد من عام 1964 الى 1971، ومن المعارض الأخرى:
- تريناله العربي الاول - قاعة المتحف الوطني - بغداد 1973.
- تريناله الهند، دلهي - الهند 1975.
- بيناله فينيسيا - إيطاليا 1976.

- معرض الخزف العراقي - المعاصر- لندن 1987.
- دمشق 79 /كاراكاس 79 - عمان 1995.
- المعرض العالمي المعاصر- مركز بغداد للفنون - بغداد 1986.
- مهرجان بغداد العالمي للثقافة والفنون - مركز بغداد 1988.
- المعرض العراقي المعاصر للفنون التشكيلية - نيقوسيا - قبرص 1990.
- معرض جمعية الفنانين التشكيليين العراقيين - عمان 1992.
- معرض الخزف العراقي المعاصر- مركز شومان - عمان 1995.
- مهرجان العالمي للفنون التشكيلية - مركز بغداد للفنون 1999.
- 50 سنة من فن الكرافيك العراقي - دار الفنون عمان 1999.
- معرض الخز، سعد شاكر - قاعة الاورفلي - عمان 2002.

### المجموعات الخاصة
- متحف (ردنك) إنجليزي
- كلية جرجل كامبرج - إنجلترا
- المتحف الوطني للفن الحديث - بغداد
- المتحف الوطني للفنون الجميلة - عمان
- متحف للفنون الجميلة - برلين
- متحف الشعوب - موسكو - روسيا.[5]